# Dent Blanche
Die Dent Blanche ist ein weitgehend eisfreier Berggipfel in den Walliser Alpen, im Süden des Kantons Wallis, rund 10 km westlich von Zermatt. Mit einer Höhe von knapp 4357 m ü. M. steht die Dent Blanche an sechzehnter Stelle der höchsten Gipfel der Alpen. Über die Dent Blanche verläuft die Sprachgrenze zwischen Französisch und Deutsch im Oberwallis.

## Name
Sehr wahrscheinlich liegt bei der Benennung als Dent Blanche („Weisser Zahn“) eine Namensvertauschung mit der Dent d’Hérens vor, welche vor langer Zeit einem Mönch bei der Abschrift einer Karte unterlaufen ist. Diese These wird dadurch untermauert, dass zum einen die Dent d’Hérens vom Val d’Hérens nur an ganz wenigen Orten sichtbar ist, zum anderen die Dent Blanche wesentlich weniger weisse Firnflächen aufweist als die Dent d’Hérens.
Ein deutscher Name ist für die Dent Blanche heute nicht mehr gebräuchlich. Historisch verbürgt ist jedoch der Name „Steinbockhorn“.

## Lage
Von der Spitze der mächtigen Pyramide der Dent Blanche verlaufen vier Grate genau in die vier Haupthimmelsrichtungen, wobei der Grat nach Süden nicht ganz so steil ausgeprägt ist und allmählich im Grat der Wandfluh ausläuft. Die Dent Blanche bildet zusammen mit ihren östlichen Nachbargipfeln Ober Gabelhorn und Zinalrothorn den südlichen Talabschluss des Val de Zinal, das zum Talsystem des Val d’Anniviers gehört. Westlich des Berges beginnt das Val d’Hérens, im Tal am Südostfuss der Dent Blanche erstreckt sich der Zmuttgletscher, dessen Schmelzwasser nach Zermatt und dann durch das Mattertal abfliesst.
Die Nordostflanke der Dent Blanche ist bis fast zum Gipfel vergletschert. Bei allen übrigen Flanken reicht das Gletschereis nicht höher als auf 3700 m. Am Westhang der Dent Blanche erstrecken sich zwei kurze, 1 bis höchstens 2 km lange Gletscher: der Glacier de la Dent Blanche und der Glacier des Manzettes. Am Fuss der Südostflanke hat der 4 km lange Schönbielgletscher, ein nördlicher Seitengletscher des Zmuttgletschers, seinen Ursprung. Nach Nordosten in Richtung Val de Zinal ergiesst sich der Glacier du Grand Cornier, der sich zusammen mit anderen Gletschern zum Zinalgletscher vereinigt.

## Geologie
Geologisch bildet die Dent Blanche zusammen mit den Nachbargipfeln (darunter zählt auch das Matterhorn) eine Klippe der Ostalpinen Decken. Dieser isolierte Rest der sonst fast ausschliesslich in den Ostalpen vorkommenden tektonischen Decke war ursprünglich ein Teil der Afrikanischen Platte. Die sogenannte Dent-Blanche-Decke besteht aus metamorphem Gestein (Gneis und Gabbro) und kontrastiert stark zum grünlichen Gestein der Ophiolithe der Penninischen Decken, welche unter der Dent-Blanche-Decke liegen und in den Tälern aufgeschlossen sind.

## Stützpunkte
Südlich der Dent Blanche auf einer Höhe von 3507 m ü. M. steht die Cabane de la Dent Blanche, eine Hütte des Schweizer Alpen-Clubs (SAC). Sie kann vom Val d’Hérens über den Glacier des Manzettes erreicht werden. Von hier führt die Normalroute über den Südgrat auf den Gipfel.

## Erstbesteigung
Der Berg wurde am 18. Juli 1862 von Thomas Stuart Kennedy, William und C. Wigram mit den Führern Jean-Baptiste Croz und Johann Kronig über den Südgrat („Wandfluhgrat“) erstmals bestiegen. Im Jahr 1966 gelang Yvette Vaucher zusammen mit Michel Vaucher die Erstbesteigung der Direttissima der Nordwand.

## Routen
Südgrat (Normalroute) („Wandfluhgrat“)
- Schwierigkeit: ZS, mit III. UIAA-Grad Felskletterei
- Zeitaufwand: 4 Stunden
- Ausgangspunkt: Cabane de la Dent Blanche (3507 m ü. M.)
- Talort: Ferpècle (1766 m ü. M.)

Ostnordostgrat („Viereselsgrat“)
- Schwierigkeit: S, mit III+. UIAA-Grad Felskletterei
- Zeitaufwand: 9 Stunden
- Ausgangspunkt: Schönbielhütte (2694 m ü. M.)
- Talort: Zermatt (1609 m ü. M.)

Westgrat („Ferpèclegrat“)
- Schwierigkeit: S+, mit IV+. UIAA-Grad Felskletterei
- Zeitaufwand: 7 Stunden
- Ausgangspunkt: Cabane de la Dent Blanche (3507 m ü. M.)
- Talort: Ferpècle (1766 m ü. M.)